# Florent Mathieu
Florènt Mathieu (Quaregnon, 19 marzo 1919 – Mons, 4 ottobre 1999) è stato un ciclista su strada e pistard belga, professionista dal 1944 al 1952. Conta 3 vittorie tra i professionisti, di cui una al giro del Belgio,  e svariati piazzamenti nelle grandi classiche, tra i quali spicca il terzo posto alla Liegi-Bastogne-Liegi del 1947..

## Carriera
Passato professionista nel 1944, gareggiò poco quell'anno a causa della guerra. 
Nel 1947 ottenne molti piazzamenti,  tra cui un sesto posto nella Gand-Gand e un dodicesimo alla Gand-Wevelgem.

## Palmarès

### Piazzamenti (parziale)
1946
1ª tappa del Giro del Belgio
1947
Giro di Kuurne
1950
Kampenhout-Charleroi-Kampenhout

### Grandi giri
- Tour de France

1947: 27°
1948: 30°
1949: 37°

### Classiche monumento (parziale)
- Liegi-Bastogne-Liegi

1947: 3º